# Maurus Servius Honoratus
Pour les articles homonymes, voir Servius.
Maurus Servius Honoratus, dit Servius, était un grammairien païen de la fin du IVe siècle, réputé parmi ses contemporains comme l'homme le plus instruit de sa génération en Italie ; il est l'auteur d'un livre de commentaires sur Virgile, In tria Virgilii Opera Expositio, qui fut le premier manuscrit imprimé à Florence, par Bernardo Cennini, en 1471.
Macrobe fait de lui un des interlocuteurs de ses Saturnales. Des allusions contenues dans cet ouvrage et une lettre de Symmaque à Servius montrent qu'il était païen.
Le commentaire sur Virgile a survécu dans deux traditions manuscrites distinctes. Sous la première forme, c'est un commentaire relativement court, attribué à Servius par l'en-tête des manuscrits ; cette attribution est corroborée par d'autres raisons. Un second groupe de manuscrits, tous dérivés du dixième et du onzième siècle, présentent le même texte, mais enveloppé d'un commentaire beaucoup plus étendu. Les copieuses additions contrastent avec le style de l'original ; aucun de ces manuscrits ne porte le nom de Servius. « Les matières ajoutées sont indubitablement d'une époque ancienne, peu éloignée de celle de Servius, et sont fondées dans une large mesure sur des ouvrages d'histoire et d'antiquités qui sont maintenant perdus. L'auteur est anonyme et probablement chrétien. »  Un troisième groupe de manuscrits, écrits pour la plupart en Italie, donne le texte-noyau avec des scholies interpolées, qui montrent que la In Virgilii Opera Expositio fut d'un usage permanent.
L'auteur anonyme (plusieurs savants veulent l'identifier avec Donat) de ces scholies et gloses est dénommé Servius Danielis ou Servius Auctus d'après l'édition de Pierre Daniel qui publia ces ajouts en 1600, en les croyant authentiques. Les sources du Servius Danielis divisent énormément les philologues et s'étendent potentiellement de l'Antiquité au VIIe siècle,, voire jusqu'à l'imprimerie.
Le commentaire authentique de Servius Maurus Honoratus est en réalité la seule édition complète d'un auteur classique qui ait été écrite avant la chute de l'empire romain d'Occident. La réalisation en est très conforme aux principes d'une édition moderne, et est fondée entre autres sur une ample littérature critique virgilienne, dont une bonne part n'est connue que par les fragments et les faits conservés dans ce commentaire. Les notes sur le texte de Virgile, bien qu'elles fassent rarement, ou ne fassent jamais, autorité contre les manuscrits existants, qui remontent à l'époque de Servius ou même plus haut, fournissent toutefois une information précieuse sur les anciennes recensions et les anciennes critiques textuelles de Virgile. Dans l'interprétation grammaticale du langage de son auteur, Servius ne s'élève pas au-dessus des subtilités rigides et entortillées de son temps ; et ses étymologies violent toutes les lois phonétiques et sémantiques modernes au profit de vagabondages créatifs.
On doit mettre particulièrement au crédit de Servius de ne pas avoir donné dans la méthode allégorique d'exposition des textes, qui prévalait à son époque. Pour l'historien et celui qui étudie les choses antiques, la valeur durable de son œuvre tient à ce qu'elle conserve des faits relatifs à l'histoire, la religion, les antiquités et la langue de Rome qui, sans elle, pourraient être perdus. Une partie non négligeable des travaux de Varron ou des Origines de Caton l'Ancien et d'autres érudits anciens a survécu dans ses pages.

## Autres ouvrages
Outre le commentaire sur Virgile, il existe d'autres ouvrages de Servius : un recueil de notes sur la grammaire (Ars grammatica) d'Aelius Donatus ; un traité sur la métrique des fins de vers (De finalibus) ; et un opuscule sur les différents mètres poétiques (De centum metris).
L'édition de Georg Thilo et Hermann Hagen (1878 - 1902), reste la seule édition complète de l'œuvre de Servius. Le Servius de Harvard est en cours d'édition (Servianorum in Vergili Carmina Commentariorum Editio Harvardiana).

### Publications
- Georg Fabricius, éditions du commentaire sur Virgile (1551)
- Pierre Daniel, qui publia le premier le commentaire étendu (dit Servius Danielis ou Servius Danielinus) (1600)
- L'édition de Georg Thilo et Hermann Hagen demeure la seule édition de l'ensemble des œuvres de Servius : Servianorum in Vergili Carmina Commentariorum, Editio Harvardiana, Leipzig, 1878-1902. Commentarii in Vergilii Aeneidos libros, Commentarii in Vergilii Bucolica, Commentarii in Vergilii Georgica, Commentarius in artem Donati, De centum metris ad Albinum, De finalibus ad Aquilinum, De metris Horatii ad Fortunatianum, Vita Vergilii.
- Servius. A l'école de Virgile  Traduit, présenté et annoté par Alban Baudou et Séverine Clément-Tarantino. Septentrion, collection Mythographes. 2015
- Servius, Commentaire Sur l'Eneide de Virgile, Livre IV - Les Belles Lettres, 2019.